# Хета
Хета (рос. Хета) — річка у Східному Сибіру, на Крайній Півночі Росії, протікає по території Таймирського Долгано-Ненецького району Красноярського краю. Зливаючись з правою твірною, річкою Котуй, утворює річку Хатанга. Належить до водного басейну річки Хатанги → моря Лаптєвих.

## Географія
Річка бере свій початок на плато Путорана при злитті двох річок: лівої твірної Аян та правої — Аяклі, на висоті 82 м над рівнем моря. На всій протяжності річища Хета-Аян тече, в основному, на північний схід, у звивистому руслі. Долина в межах плато відносно вузька до 500—1500 м. При виході із плато, річка тече по Північно-Сибірській низовині, у широкій заболоченій долині, при цьому русло повертає на захід, а після впадіння Нижнього Холукена — на північ-північний схід. Після гирла Летов'є повертає на схід, а після гирла Боярки знову повертає на північний схід. Зливається з правою твірною, річкою Котуй на висоті в 1,0 м над рівнем моря, утворює річку Хатангу, за 227 км від її гирла. Протікаючи по Північно-Сибірській низовині, русло річки петляє, розбивається на рукави, утворюючи численні острови. В середній течії велика кількість перекатів, а в нижній — озер.
Довжина річки 604 км. Від витоку (69°20′12″ пн. ш. 93°33′30″ сх. д. / 69.33667° пн. ш. 93.55833° сх. д., висота 465 м) лівої складової Аян (довжина 181 км), яка витікає з озера Аян — 785 км, а від витоку Маймечи (650 км) до гирла Хети — 793 км. Площа басейну 100000 км². Повне падіння рівня русла Хети від витоку до гирла становить 81 м, що відповідає середньому похилу русла — 0,13 м/км, від витоку Аян до гирла Хети — повне падіння становить 464 м, що відповідає середньому похилу русла — 0,59 м/км.
Швидкість течії міняється в залежності від рельєфу, і коливається від 0,8-1,2 м/с, місцями 2,0-2,2 м/с — у гірській місцевості плато, до 0,4-0,6 м/с, місцями до 0,7-0,8 м/с — на рівнині (середня та нижня течія). Ширина русла у верхній течії доходить до 98-120 м, місцями до 210—335 м, при глибині до 1,3-1,5 м, місцями до 2,0-2,4 м. В середній течії ширина доходить до 250—560 м, місцями до 790—875 м, при глибині — 1,4-4,3 м. В нижній течії ширина коливається від 540—855 до 1490 м, при глибині — до 2,0-4,5 м, в гирлі до 9,0-10,0 м. Дно русла складається із твердих ґрунтових порід, місцями кам'янисте — у верхів'ї, в середній та нижній течії — в основному піщане.
Замерзає у кінці вересня — на початку жовтня, розкривається в кінці травня — на початку червня. Живлення змішане, з переважанням снігового. Середньорічна витрата води, у гирлі — близько 1370 м³/с.

## Притоки
Річка Хета приймає близько однієї сотні приток, довжиною понад 10 км. Найбільших із них, довжиною понад 50 км — 28, понад 100 км — 11 (від витоку до гирла):
| Назва притоки           | Довжина,(км) | Площа водозбірного басейну, (км²) | Відстань від гирла Хети, (км) | Витрата води,(м³/с) |
| Аян                     | Аян          | Аян                               | Аян                           | Аян                 |
| ----------------------- | ------------ | --------------------------------- | ----------------------------- | ------------------- |
| → Великий Хона-Макіт    | 78           | 1810                              | 777 (173)                     |                     |
| → Калтами               | 68           | 2870                              | 720 (116)                     |                     |
| ← Холокіт (Сюкта)       | 112          | 1980                              | 690 (86)                      |                     |
| ← Дакіт                 | 63           | 585                               | 677 (73)                      |                     |
| ← Хукелче               | 75           | 1020                              | 662 (58)                      |                     |
| → Муниль                | 76           | 1730                              | 630 (26)                      |                     |
| Хета                    |              |                                   |                               |                     |
| → Аян                   | 181          | 15900                             | 604                           |                     |
| ← Аяклі                 | 166          | 9520                              | 604                           |                     |
| → Букатий               | 57           | 618                               | 525                           |                     |
| → Намакан               | 70           | 1520                              | 493                           |                     |
| → Волочанка (Волосянка) | 165          | 2800                              | 415                           |                     |
| → Летов'є               | 59           | 679                               | 413                           |                     |
| → Бархатовка            | 74           | 354                               | 403                           |                     |
| → Мюкчуке (Лаптукова)   | 105          | 1250                              | 389                           |                     |
| → Боганида              | 366          | 10700                             | 374                           |                     |
| ← Льодяна               | 150          | 1750                              | 327                           |                     |
| → Урдах                 | 51           | 273                               | 297                           |                     |
| ← Боярка                | 56           | 7470                              | 278                           |                     |
| → Алексея               | 62           | 347                               | 224                           |                     |
| ← Велика Романиха       | 218          | 5060                              | 218                           |                     |
| → Трафимова             | 86           | 481                               | 179                           |                     |
| ← Маймеча (Ведмежа)     | 650          | 26500                             | 143                           | 285                 |
| → Великий Рисків        | 51           | 325                               | 117                           |                     |
| → Горіла                | 130          | 1080                              | 102                           |                     |
| ← Копке                 | 80           | 571                               | 89                            |                     |
| → Велика Расомашья      | 167          | 1720                              | 69                            |                     |
| ← Булун                 | 62           | 344                               | 43                            |                     |
| → Мала Расомашья        | 79           | 553                               | 23                            |                     |

## Острови
Русло Хети всіяне великою кількістю островів, найбільші із них розташовані в нижній течії (від витоку до гирла): Песцьовий (24 км²), Тундровий (3,2 км²), Обрєзной (2,5 км²), Петра-Ари (1,5 км²), Ладейський (8,7 км²), Багнан (13,5 км²), Рижков (7,5 км²), Орелах (7,8 км²), Совхозний (8,0 км²), Байкалов (5,0 км²).

## Населенні пункти
Басейн і береги річки малозаселені. На берегах розташовані кілька невеликих населених пункти, споруди (бараки) зимників та мисливські будиночки (від витоку до гирла): селища Камінь (нежиле), Волочанка, Катирик, Хета, Нова, навпроти гирла, на правому березі річки Котуй — селище Хрести.